# Шассеньяк, Эдуард
Эдуард Шассеньяк (24 декабря 1804 — 26 августа 1879) — французский врач-хирург.

## Биография
Шассеньяк родился в городе Нант. Медицинское образование он начал получать в родном городе. Впоследствии продолжил обучение в Париже, где после защиты в 1835 году диссертации, посвящённой перелому шейки бедренной кости, получил звание врача. Два года спустя он стал также прозектором. Затем он занимал различные должности, в том числе вице-президента Ассоциации анатомов (фр. Société anatomique). В это время (1835—1837) Шассеньяк с Густавом Антуаном Ришельё перевёл на французский язык работу Эстли Купера «Принципы и практика хирургии».
Лишь в 1869 году Шассеньяк стал профессором анатомии и хирургии в Париже. Этому предшествовали семь неудачных попыток выиграть конкурс на эту должность: он проиграл Филиппу-Фредерику Бландину, Огюсту Берарди, Ж. Ф. Мальгэню, Станислав Ложье и Огюсту Нелатону.
В 1857 году Шассеньяк стал президентом Общества хирургов фр. Société de chirurgie), а в 1868 — членом Академии медицины (фр. Académie de médecine).

26 августа 1879 года умер в Версале.

## Научная деятельность
Разработал хирургическую операцию, известную как écrasement, с помощью которой опухоли, геморроидальные узлы, полипы и другие патологические образования могут быть бескровно удалены. С именем Шассеньяка связано введение в хирургии общих принципов дренирования и резиновых трубчатых дренажей, однако он не является изобретателем хирургического дренажа как такового.